# Čmrlj
Čmrlj (znanstveno ime Bombus) je prepoznaven rod kožekrilcev, ki ga natančneje uvrščamo med prave čebele (družina Apidae), vanj pa uvrščamo približno 250 vrst, razširjenih skoraj po vsej Evraziji in obeh Amerikah. Znani so po čokatem telesu, gosto poraščenem z dlačicami, socialni organiziranosti, in dejstvu, da so pomembni kot opraševalci. Zato so najbolje raziskana, a kljub temu razmeroma slabo poznana skupina divjih čebel.

## Telesne značilnosti
Čokato, gosto poraslo telo, jih že na prvi pogled loči od večine ostalih pravih čebel, a so za zanesljivo določitev pomembni manjši znaki. Zanesljiv znak so tri očesca, ki so pri čmrljih razporejena v ravni črti na glavi (pri vseh ostalih v trikotnik), in podrobnosti v ožiljenosti kril. Posebnost čmrljev je tudi izredno dolg jeziček (glosa), ki predstavlja del rilčka (proboscisa), oblike obustnega aparata pri pravih čebelah.
Mnogo vrst je kontrastno obarvanih z obroči rjavih ali črnih in svetlejših (belih, rdečkastih ali rumenih) barv po zadku in oprsju. Do neke mere je po vzorcu obarvanosti možno določati vrste čmrljev, vendar se lahko vzorec močno razlikuje tudi med predstavniki iste vrste, zato je za zanesljivo določitev potreben pregled morfoloških znakov.
Samci in samice se ločijo po številu hrbtnih plošč (tergitov) na zadku (samci 7, samice 6), številu členov tipalnic (samci 13, samice 12) in deloma po obarvanosti - samci so pogosto svetlejši. Matica je po navadi večja od delavk, a ne bistveno oz. so pri nekaterih vrstah ob koncu sezone delavke že enako velike.
Matica in delavke imajo želo, ki nima kavlja, zaradi česar lahko pičijo večkrat zaporedoma ne da bi se poškodovale. Običajno čmrlji niso agresivni in pičijo le v izjemnih primerih. K pikom se zatečejo le ob napadu na njihovo gnezdo ali kadar so neposredno ogroženi. Nekatere vrste plenilskih čmrljev vdirajo v panje drugih vrst čmrljev in ob napadu pikajo člane napadene kolonije. Drugih živali ne napadajo, razen kadar so neposredno ogrožene.

## Habitat in razširjenost
Čokato telo z ugodnim razmerjem med površino in prostornino, močna odlakanost ter sposobnost termogeneze omogočajo čmrljem poseljevati hladnejše predele sveta. Preferirajo odprte in vrstno bogate travnike v območjih z dolgimi, a predvidljivimi obdobji hladnega vremena.
Razširjeni so po vsej Evraziji razen Arabskega polotoka in Južne Azije, ter po obeh Amerikah. Znotraj območja razširjenosti je značilno, da raje poseljujejo višje nadmorske višine; največja pestrost vrst je bila zabeležena na Tibetanski planoti, v Alpah in Pirenejih. Vrsta Bombus polaris, ki živi na otoku Ellesmere na severu Kanade, je najbolj severno živeča vrsta socialnih žuželk sploh. Umetno so bili razširjeni tudi na Novo Zelandijo in Tasmanijo.